# Palmi
Palmi (Parmi en siciliano) es un comune o municipio perteneciente a la provincia de Reggio di Calabria, en la región italiana de Calabria. Tiene una población de 19.438 habitantes y una superficie de 31'84 km².
Es sede del distrito, que incluye 33 municipios de la Llanura de Gioia Tauro, con una población de aproximadamente 170.000 habitantes.
Con las playas cerca de Marina di Palmi y Lido di Palmi, con vistas a la Costa Violeta, la ciudad es un balneario importante gracias a su paisaje, lo que ha llevado escritores y poetas a llamarlo "Terraza del estrecho de Mesina". En relación con esto, la mayor parte del territorio Palmese se ve limitada debido a que "por sus vistas hermosas y variadas, la belleza escénica incomparable enmarcado por el verde de los olivos y los pintorescos tramos de acantilados que descienden hasta el mar, es un marco natural de especial belleza".
Además de ser el principal centro administrativo, la oficina y la escuela de la costa del mar Tirreno de la provincia de Reggio di Calabria, Palmi es también un centro agrícola y comercial y la sede de las oficinas de la Curia de la diócesis de Oppido Mamertina-Palmi.
Durante siglos, la ciudad es también uno de los principales centros culturales de Calabria en el interés literario, musical, histórico y arqueológico. Dio a luz, entre otros, al compositor Francesco Cilea y al escritor Leonida Repaci y alberga el complejo de museos de la Casa de la Cultura de Palmi y el Parque arqueológico de Tauriani, sobre las ruinas de la antigua ciudad de Tauriana. En este último vivía en San Fantino, santo más antigua de Calabria y la cripta, que contiene sus restos, es actualmente el lugar de culto católico más antiguo de la región.
Además, en Palmi se celebran dos fiestas de importancia nacional. Los dos eventos son la Varia de Palmi, incorporado en 2013 en las Obras Maestras del Patrimonio Oral e Intangible de la Humanidad de la UNESCO, y la fiesta de San Roque, con la "procesión de alambre de púas".

## Evolución demográfica
| Gráfica de evolución demográfica de Palmi entre 1861 y 2001 |
|                                                             |
| Fuente ISTAT - elaboración gráfica de Wikipedia             |

## Deportes
El fútbol es el deporte más popular en Palmi. El principal equipo de fútbol es Unione Sportiva Palmese Associazione Sportiva Dilettantistica, fundada en 1912, que en el pasado jugó durante cinco temporadas en la liga de nivel III (ahora Serie C), y en 1935 perdió para poder acceder a la serie B. Además, en 1934, Palmese ha jugado en Palmi dos amistosos ante el AS Roma y AC Fiorentina.
En el ciclismo de carretera, el 25 de mayo de 1982, en Palmi se inició la undécima etapa de la Vuelta de Italia. La ciudad fue atravesada por la caravana de la Vuelta de Italia en otras once ediciones. Además, Palmi ha sido el lugar de partida o de paso de numerosas ediciones de la Vuelta de Calabria y, sobre todo, la Vuelta de la provincia de Reggio Calabria. En la subida al monte San Elías, en el pasado los grandes nombres del ciclismo italiano dieron el show en la escalada a la cumbre. Estos incluyen a Fausto Coppi, Gino Bartali, Felice Gimondi, Fiorenzo Magni, Francesco Moser, Gastone Nencini y Vittorio Adorni.